# Catedral de la Natividad de la Santísima Virgen María (Rostov del Don)
La  catedral de la Natividad de la Santísima Virgen María  (en ruso,  Собор Рождества Пресвятой Богородицы ) es una iglesia ortodoxa rusa situada en Rostov del Don, Rusia. Es un edificio constituye un notable ejemplo de la arquitectura neobizantina. El monumento de la arquitectura.
Dirección de la catedral – Rostov del Don, Calle Stanislavsky, 58.
La Catedral de la Natividad de la Santísima Virgen María es una mini copia de la Catedral de Cristo Salvador en Moscú. Podemos decir que esta es la tercera catedral, construida en el mismo lugar. Su primera construcción fue quemada por un rayo, la segunda se cayó, y la tercera todavía adorna la ciudad.
Fue construida en un lapso de 7 años, entre 1854 y 1860. El arquitecto fue Konstantín Thon (1794-1884). La iglesia fue cerrada al culto en 1937 durante el régimen estalinista. Los oficios religiosos se reanudaron en 1942 durante la ocupación nazi de Rostov del Don. El templo sufrió serios desperfectos durante la Segunda Guerra Mundial. La parroquia renació en 1942. Cerca de la catedral construido el monumento en forma de columna con san Demetrio de Rostov.
En 1999, el campanario de cuatro niveles fue reconstruido, que fue destruido durante la guerra.